# 松風公園 (東松山市)
松風公園（まつかぜこうえん）は、埼玉県東松山市松風台にある都市公園（近隣公園、都市緑地）である。土地区画整理事業における計画名称は高坂丘陵1号公園、高坂丘陵1号緑地。

## 概要
むさし緑園都市・高坂丘陵地区（高坂ニュータウン）の開発と同時に完成した地区内では千年谷公園と並ぶ2大公園。造成前から存在していた地獄坊池を中心にその周辺の小さな川と周辺を公園にした東西に細長い公園である。千年谷公園のようなスポーツ施設は無く、東側は芝生広場になっており春には桜の名所としてにぎわい、西側は沢を中心として自然が残されている。

## 主な施設
- 地獄坊池
- トイレ
- 芝生広場
- 東屋
- 菖蒲園

## 所在地
- 埼玉県東松山市松風台7

## アクセス
- 東武東上線「高坂駅」南西約1.5km

### バス
- 高坂駅西口から川越観光バス TA11系統、TA12系統：東京電機大学本館前行
  - 「高坂ニュータウン入口」バス停下車徒歩1分（高坂駅から3分）

### 道路
- 関越自動車道
  - 鶴ヶ島インターチェンジから約6km（国道407号→「南活センター南」交差点左折）
  - 東松山インターチェンジから約4km（国道254号→「インター前」交差点右折→「米山大橋(北)」交差点右折）

## 周辺
- 東松山白山台郵便局
- マミーマート松風台店
- 東松山市立白山中学校
- 千年谷公園